# Thyridanthrax melanoptera
Thyridanthrax melanoptera är en tvåvingeart som först beskrevs av Hall 1975.  Thyridanthrax melanoptera ingår i släktet Thyridanthrax och familjen svävflugor. Inga underarter finns listade i Catalogue of Life.